# Hypobletus punctatifrons
Hypobletus punctatifrons är en skalbaggsart som först beskrevs av Desbordes 1916.  Hypobletus punctatifrons ingår i släktet Hypobletus och familjen stumpbaggar. Inga underarter finns listade i Catalogue of Life.